# Marittima
Marittima (Marìtima in dialetto salentino) è una frazione di 1 982 abitanti del comune di Diso in provincia di Lecce.
Collocata nel basso Salento, tra i centri di Castro, Andrano e Diso, dista 48 km da Lecce. 
La parte del paese che si affaccia sulla costa è denominata Marina di Marittima.

## Origini del nome
Secondo l'opinione prevalente il nome sarebbe semplicemente attribuibile alla vicinanza con il mare. Si ipotizza anche che il nome sia collegato ai fondatori del paese, che venuti dal mare, sarebbero stati chiamati maritimi. E quindi Maritima indicava il luogo da loro abitato.

## Storia
Non si hanno notizie certe sulle origini dell'abitato. Si suppone che Marittima sia stata fondata o comunque abitata dai Messapi e che abbia subito le stesse sorti dei paesi vicini, quali Vaste, Diso, e Castro passando sotto il controllo dei Romani prima e dei Bizantini, Normanni e Angioini successivamente.
Il primo documento scritto attestante la presenza del paese è del 1277 quando dai registri angioini si apprende che in quell'anno un certo "Rubeo de Soliaco" fu nominato "Signore del Casale di Marittima".
Nel periodo feudale Marittima fece parte della Contea di Castro, passando sotto il controllo di diverse famiglie signorili: Orsini Del Balzo, Gattinara, Ruiz De Castro, Lopez De Zunica, fino al 1809 quando proprietaria di Marittima era la famiglia Rossi.

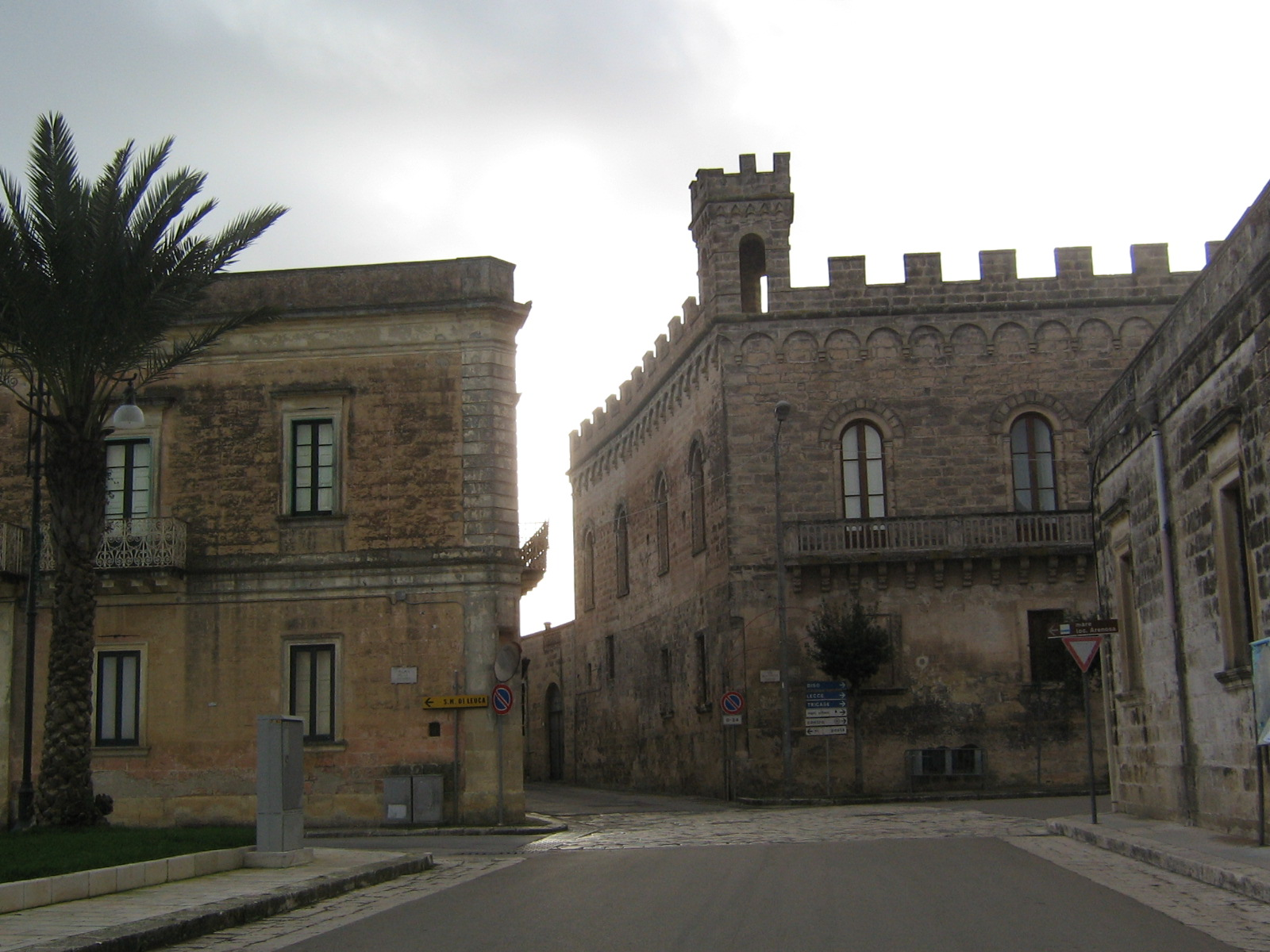
Un palazzo patrizio nel cuore del paese

Nel pieno dell'età feudale la vita quotidiana dei contadini e pescatori del paese fu sconvolta quando il 28 luglio 1537 i Turchi, alleati dei Francesi contro il governo spagnolo del Regno di Napoli, presero Castro e distrussero diverse cittadine tra cui Marittima. Pochi anni dopo, nel 1573, quando Marittima contava solo un centinaio di abitanti, il paese venne nuovamente saccheggiato (come molti paesi limitrofi) dai pirati Saraceni. Gli episodi di attacchi da parte dei corsari si ripetettero con frequenza fino agli inizi del XIX secolo. A difesa del Salento venne costruito un complesso sistema di torri di avvistamento che costellano tutta la costa. Tra la fine del XV e gli inizi del XVI secolo venne eretta la bella Torre Lupo, situata a 120 m s.l.m. sull'alto sperone roccioso che digrada repentinamente verso il mare. Anche nel centro abitato furono costruiti diversi torrioni di difesa. Fu comune autonomo fino al 1809.

## Monumenti e luoghi d'interesse

### Architetture religiose

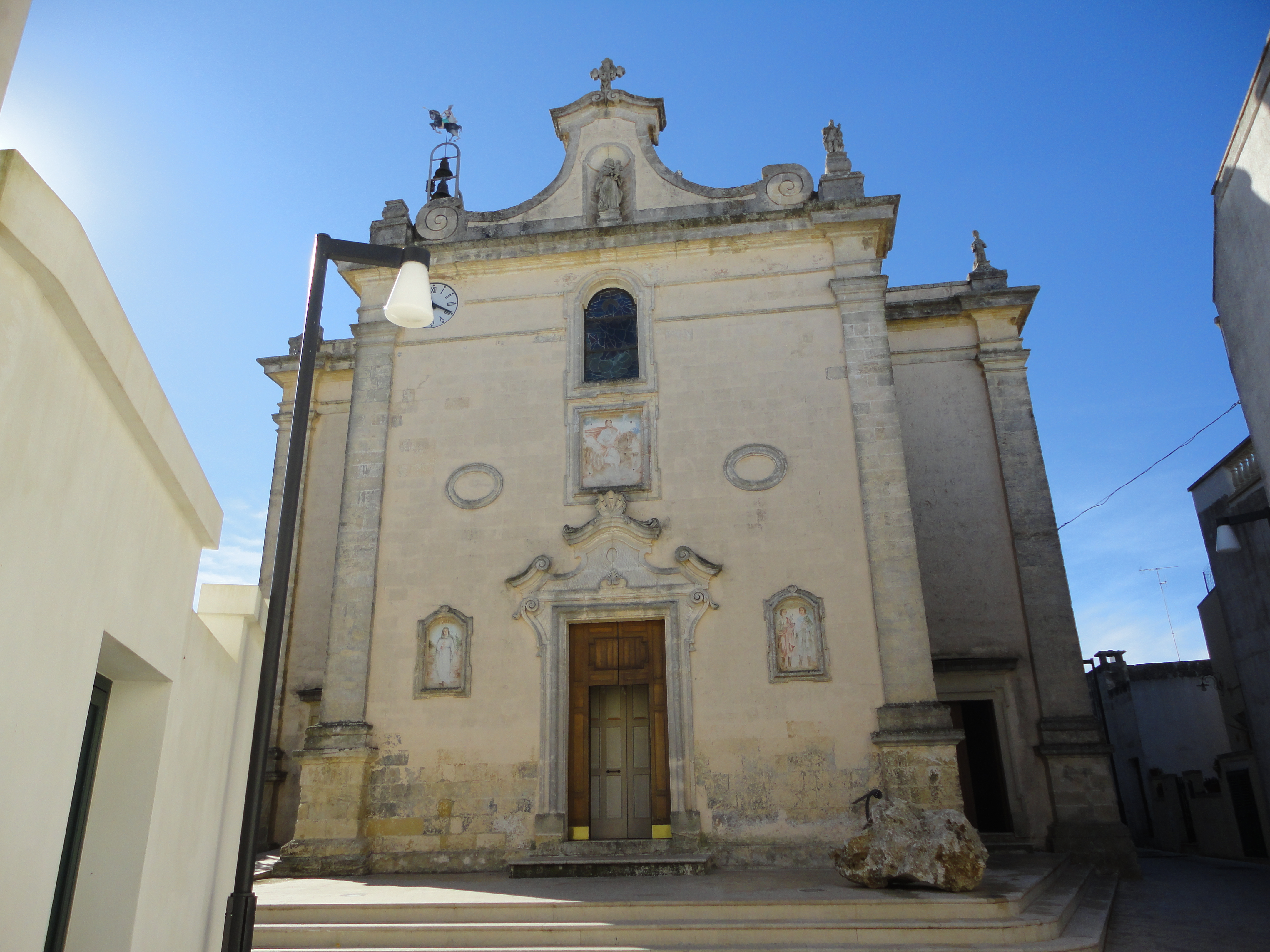
Chiesa parrocchiale

#### Chiesa di San Vitale
La chiesa madre di San Vitale fu ricostruita e ampliata agli inizi del XX secolo sui disegni dell'architetto sponganese Filippo Bacile di Castiglione. L'edificio fu riedificato una prima volta nel XVI secolo in seguito alle devastazioni turche e nel XVIII secolo per le gravi condizioni in cui versava la struttura. Presenta una semplice facciata in stile neoclassico con portale d'ingresso affiancato da due nicchie con le raffigurazioni di santa Valeria e dei santi Gervasio e Protasio e sovrastato da una nicchia raffigurante san Vitale. Termina con un timpano mistilineo arricchito da tre statue lapidee. L'interno, impostato su una pianta quadrangolare suddivisa in tre navate, è movimentato da archi e cornicioni che terminano in una cupola centrale ellittica sul cui intradosso è affrescata la gloria della Trinità e la famiglia di san Vitale. Sull'altare maggiore è posta una seicentesca pala raffigurante San Vitale a cavallo. 

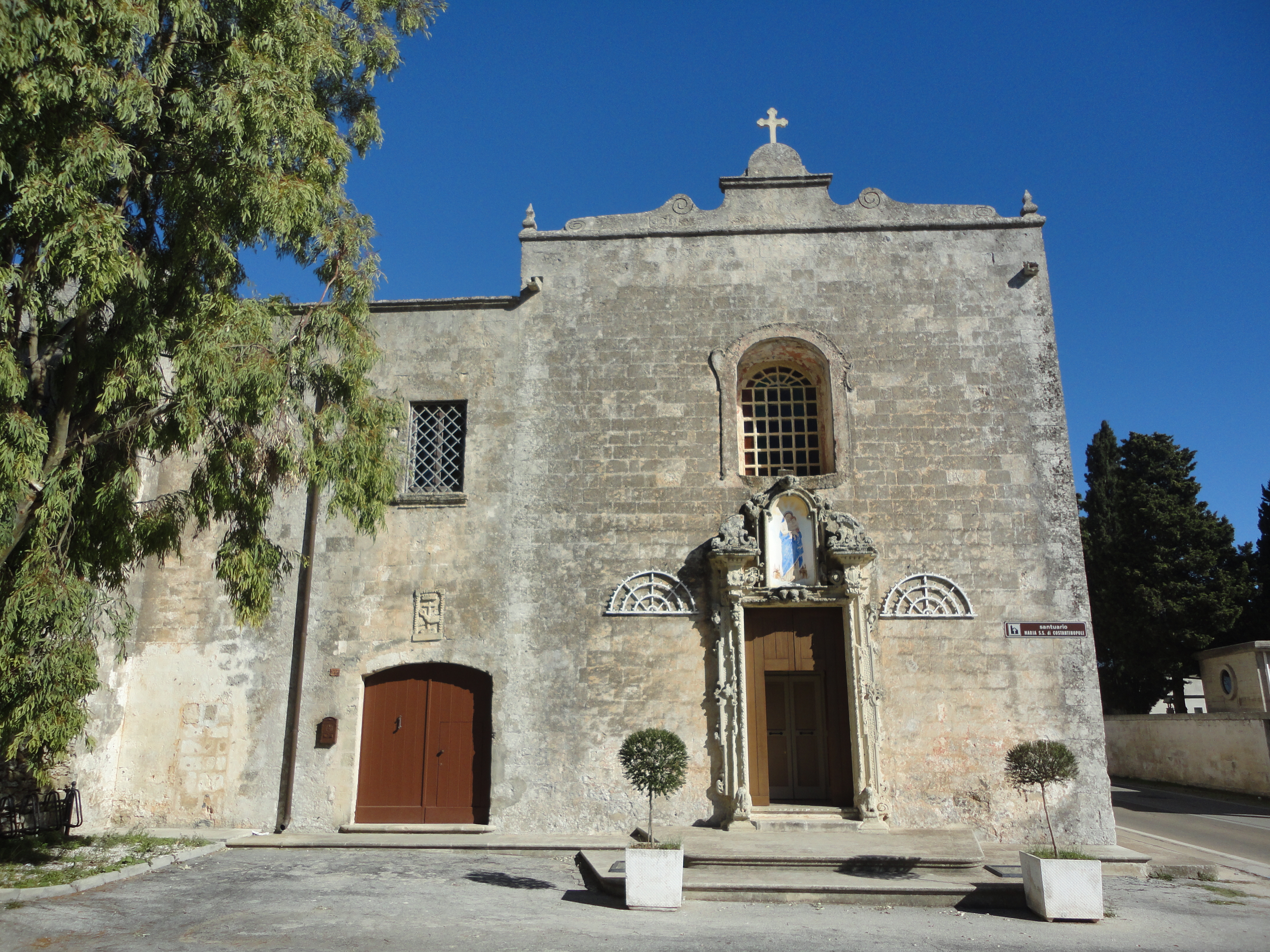
Facciata del santuario di santa Maria di Costantinopoli ed ingresso al convento adiacente

#### Santuario di santa Maria di Costantinopoli
Il santuario di santa Maria di Costantinopoli fu edificato nel 1610. L'origine della costruzione è legata al rinvenimento di un'icona su pietra leccese della Madonna di Costantinopoli. La sobria facciata è impreziosita da un pregevole portale barocco ultimato nel 1691. Il campanile a pianta quadrata fu rifatto nel 1929. L'interno, ad aula unica rettangolare con volta a crociera, è completamente decorato con stucchi settecenteschi. Lungo il perimetro della navata sono ospitati gli altari dell'Immacolata, del Crocifisso, di sant'Antonio da Padova e dell'Addolorata. Sull'altare maggiore, risalente al 1660, troneggia in un ovale l'icona della Vergine col Bambino. La chiesa è sede della Confraternita dell'Immacolata istituita nel 1860.

#### Convento dei Padri Conventuali
Il convento dei Padri Conventuali, attiguo al santuario di Santa Maria di Costantinopoli, venne costruito tra il 1615 ed il 1619, in quanto nel 1614 non è riportato nell'elenco dei monasteri conventuali esistenti in Puglia ma nel 1621 esisteva già perché vi fu seppellita una certa Catrini. Compito della comunità religiosa del convento era quello di custodire il Santuario e curare un piccolo ospedale. Il convento venne soppresso una prima volta nel 1652 a seguito della bolla Instaurandae di papa Innocenzo X e riattivato nel 1654. Il 1795 segnò la definitiva fine del convento. Nel corso degli anni è stato proprietà di famiglie diverse, i locali furono adibiti anche a fabbrica per la lavorazione del tabacco. L'edificio si distribuisce intorno ad un chiostro quadrangolare su cui si affacciano tutti gli ambienti conventuali. Dal 1998 il convento è adibito a struttura alberghiera.

### Architetture militari

#### Torri difensive
Le torri difensive furono costruite dall'Universitas di Marittima o da privati, a difesa del piccolo centro contro gli assalti pirateschi dei Turchi, soprattutto dopo le distruzioni di Otranto (1480) e di Castro (1537 e 1573). Originariamente cinque, ne rimangono quattro: Torre di Alfonso, Torre Baltassara, Torre della Piazza e Torre di Paolino Russi.

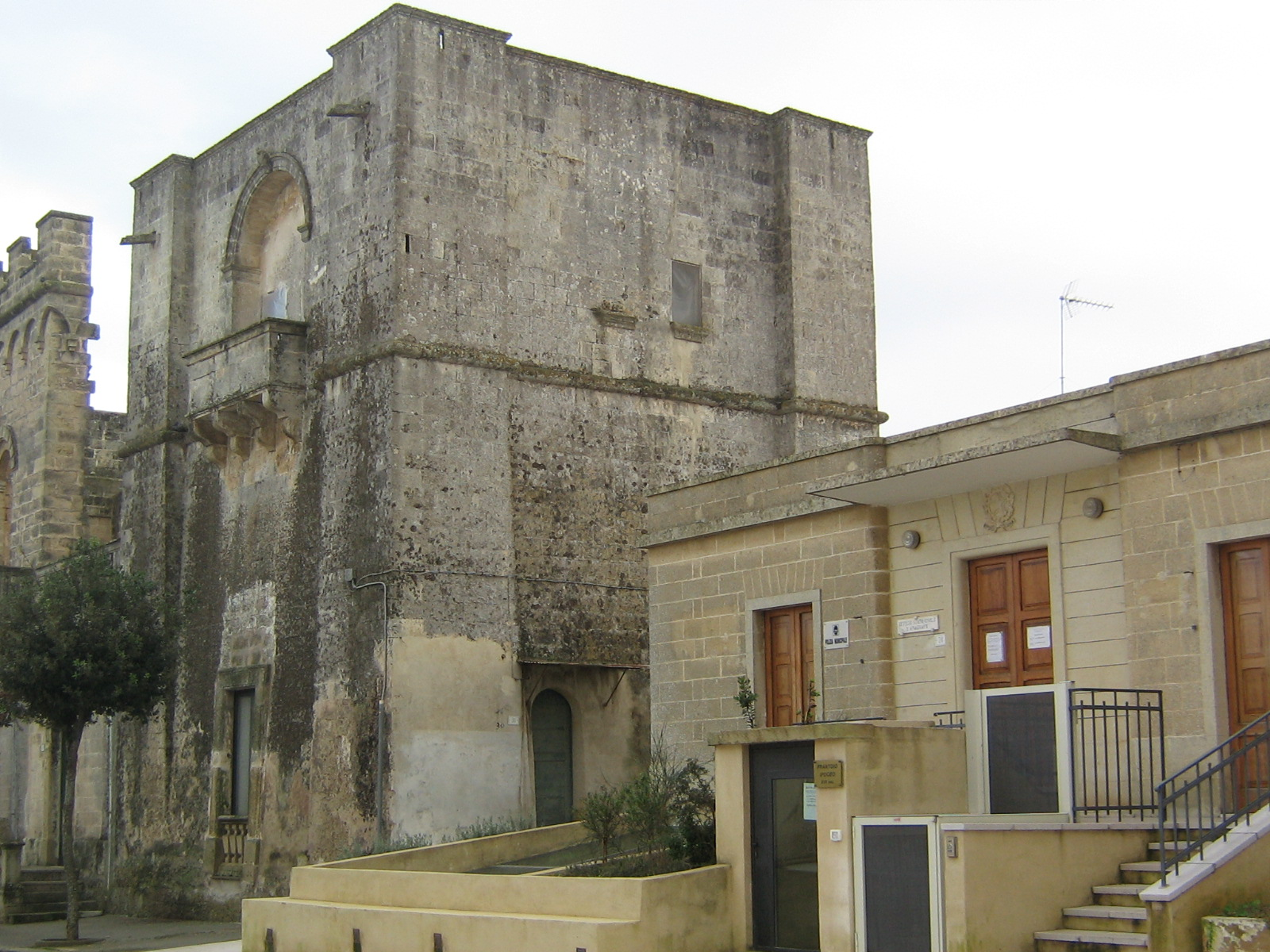
Torre di Alfonso

#### Torre di Alfonso
La più grande e artisticamente la più bella, Torre di Alfonso (dal nome del proprietario) è sita nel cuore antico della cittadina, in via Cellini. Venne ingentilita dal cordolo e da una balconata che adorna la facciata superiore. È a base quadrata.

### Altro

#### Colonna dell'Osanna
La Colonna dell'Osanna, eretta nel 1620, chiamata in questo modo perché serviva durante la festa della Domenica delle Palme, nei cui pressi il clero benediceva i rami di ulivo e le palme dei fedeli in quel luogo, cantando l'Osanna. Originariamente si trovava al centro della piazza principale, poi venne rimossa nel 1926 e rimontata nel 1961 nei pressi del Santuario della Madonna di Costantinopoli. È in pietra leccese sormontata da una croce. Il rito di far iniziare la processione delle palme dalla colonna fino alla chiesa parrocchiale è stato ripreso alla fine degli anni novanta del XX secolo.

#### Frantoio ipogeo
Della fitta rete di frantoi ipogei che si estendeva anticamente sotto l’intero manto stradale del centro storico, se ne conserva oggi soltanto uno, del XVII secolo, nei pressi della Torre di Alfonso. Non è insolito che un sistema di difesa si trovasse in connessione sia con un edificio residenziale, che con uno produttivo. Questo modello è forse la testimonianza di un fenomeno urbanistico pianificato, incentrato sul controllo diretto della produzione olearia, del trasporto e dello stoccaggio, da parte del signore che amministrava l’attività. La maggior parte degli edifici del centro storico aveva infatti degli accessi sotterranei alle industrie ipogee, ormai in gran parte obliterate; come pure i frantoi dovevano essere tra loro interconnessi tramite un sistema di cunicoli, ora forse inaccessibili.
La produzione d’olio è una delle principali attività, che ha sempre caratterizzato l’economia di questo luogo. Si trattava di un impiego molto faticoso, mal pagato e di lunga durata. Gli operai non uscivano dal trappeto a volte per mesi, tant’è che molti frantoi prevedevano delle aree di ristoro, adibite a dormitori ed alla preparazione e consumo di cibi. Il lavoro si concentrava infatti interamente nella stagione invernale, mentre durante il resto dell’anno il personale si reimpiegava generalmente nelle attività marittime. Testimonianza di tale fenomeno permane in alcune espressioni del dialetto locale: nachiru era infatti sia il capitano dell’imbarcazione, che l’operaio più esperto del frantoio; l’insieme di uomini che lavoravano in squadra era invece definito equipaggiu sia nel trappeto, che a bordo.

### Altri monumenti
- Palazzo Baronale Maglietta (1745)
- Palazzi e ville signorili ('700 - '800- '900)
- Torri Colombaie (1600)
- Frantoio Ipogeo

Galleria Santuario Madonna di Costantinopoli

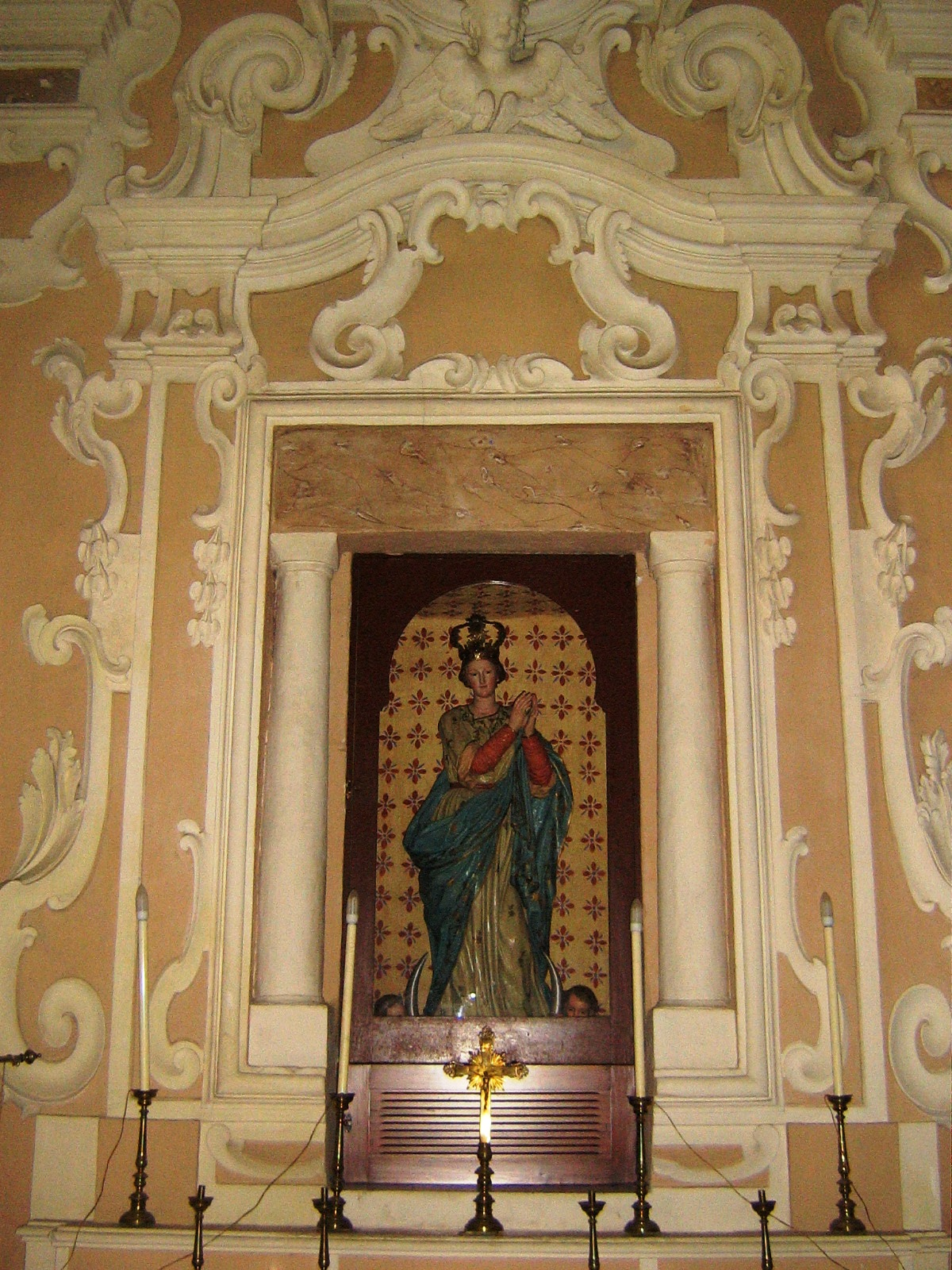
Altare dell'Immacolata
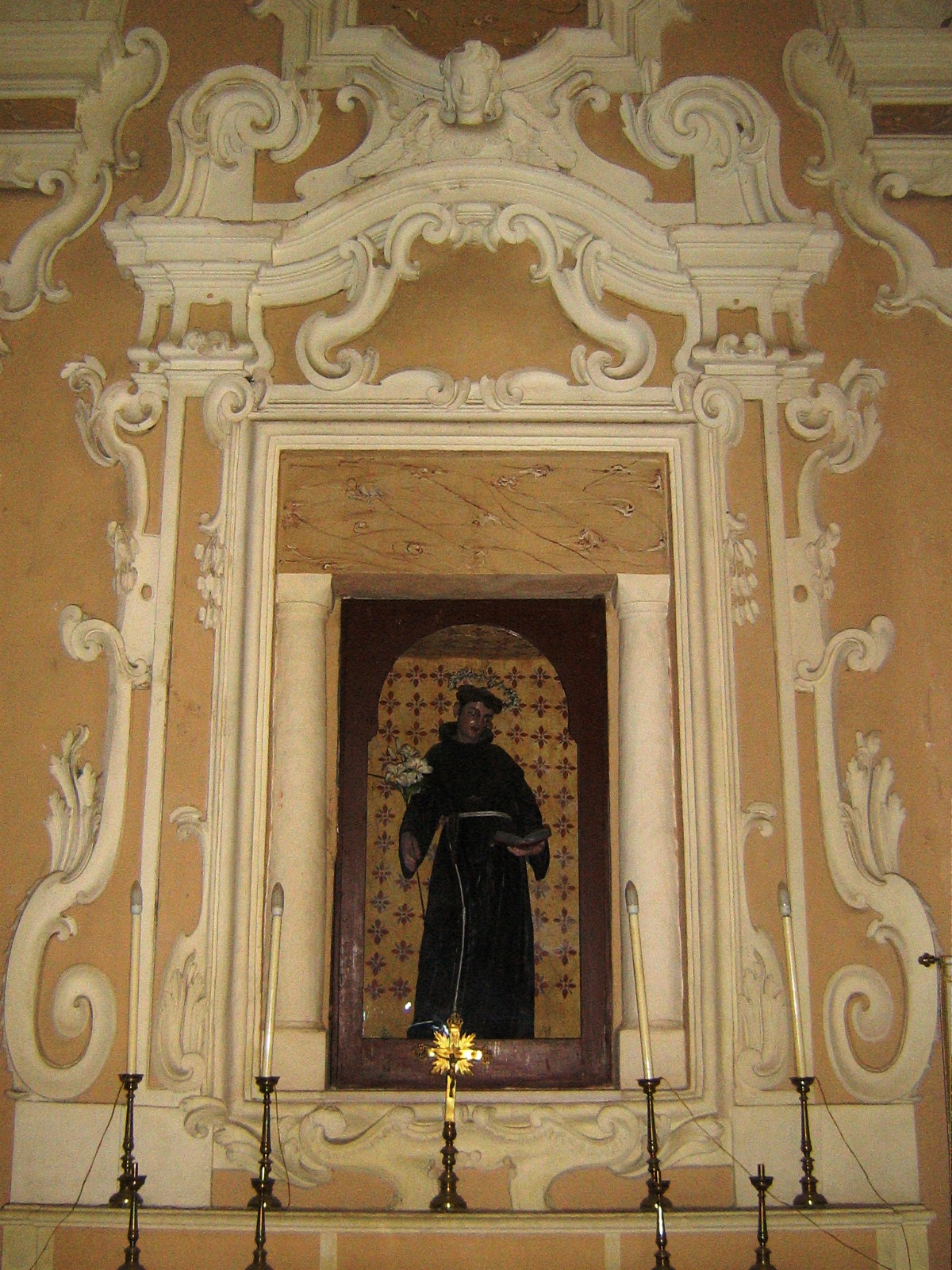
Altare di Sant'Antonio da Padova
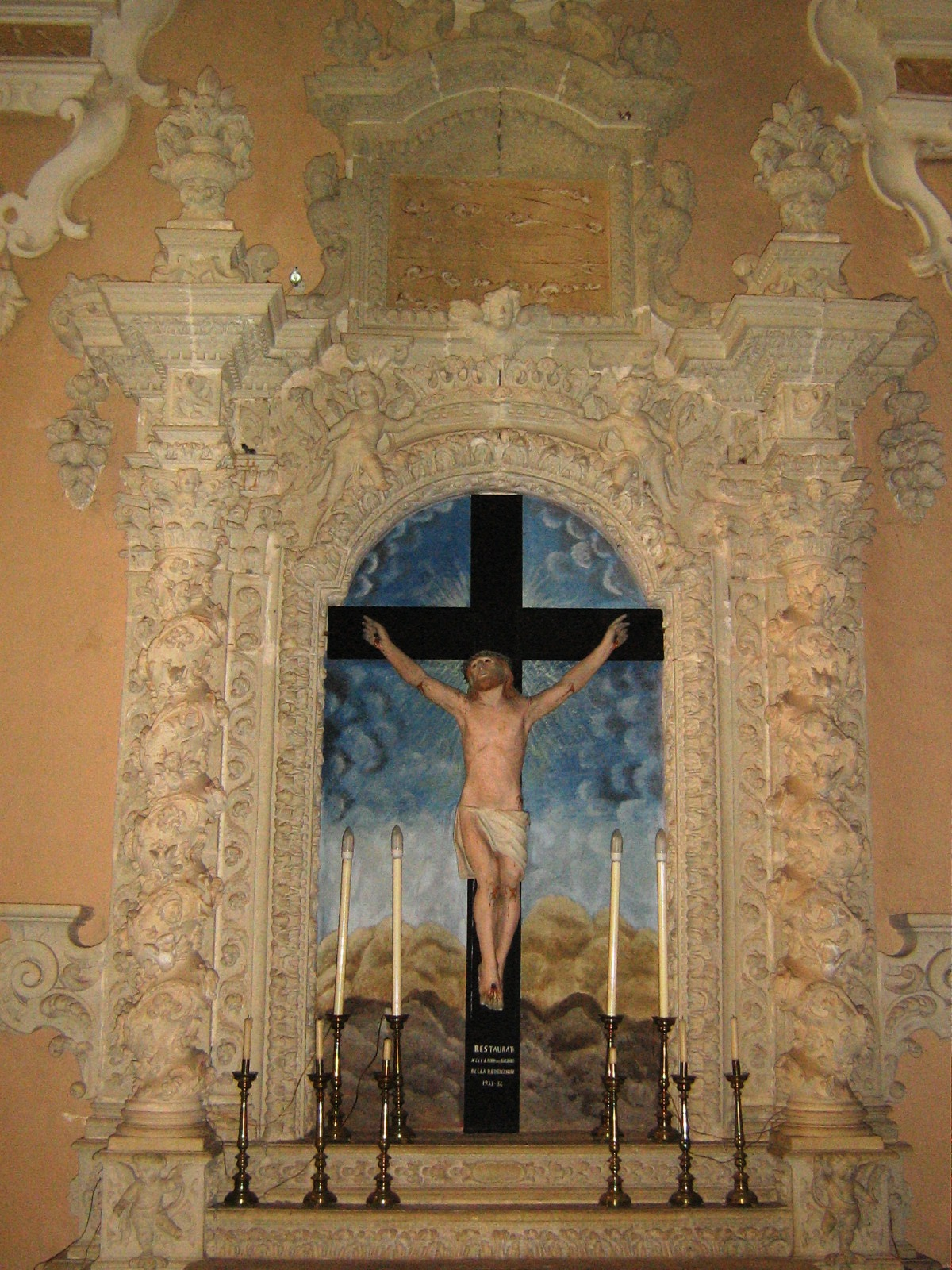
Altare del Crocifisso
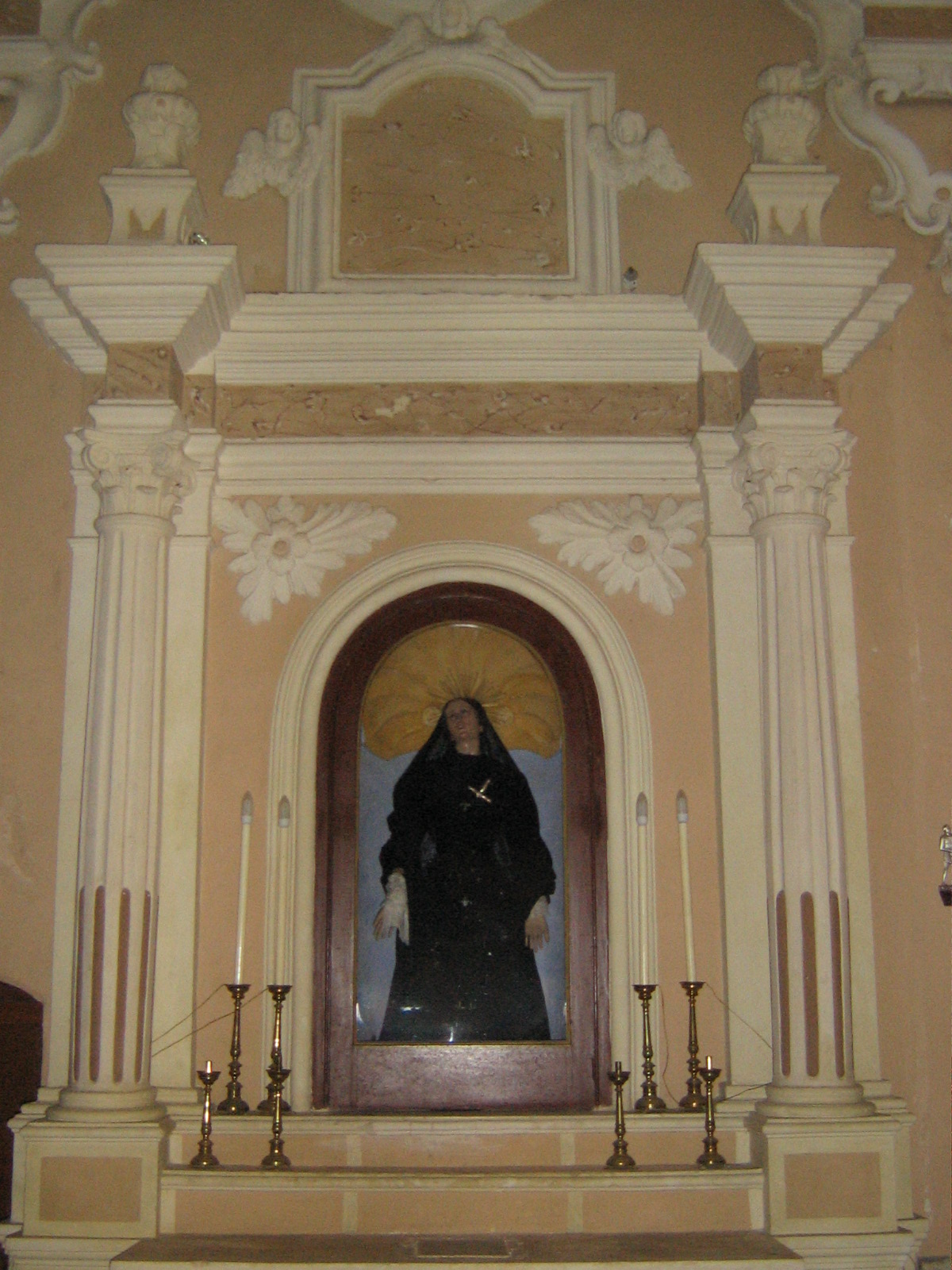
Altare dell'Addolorata
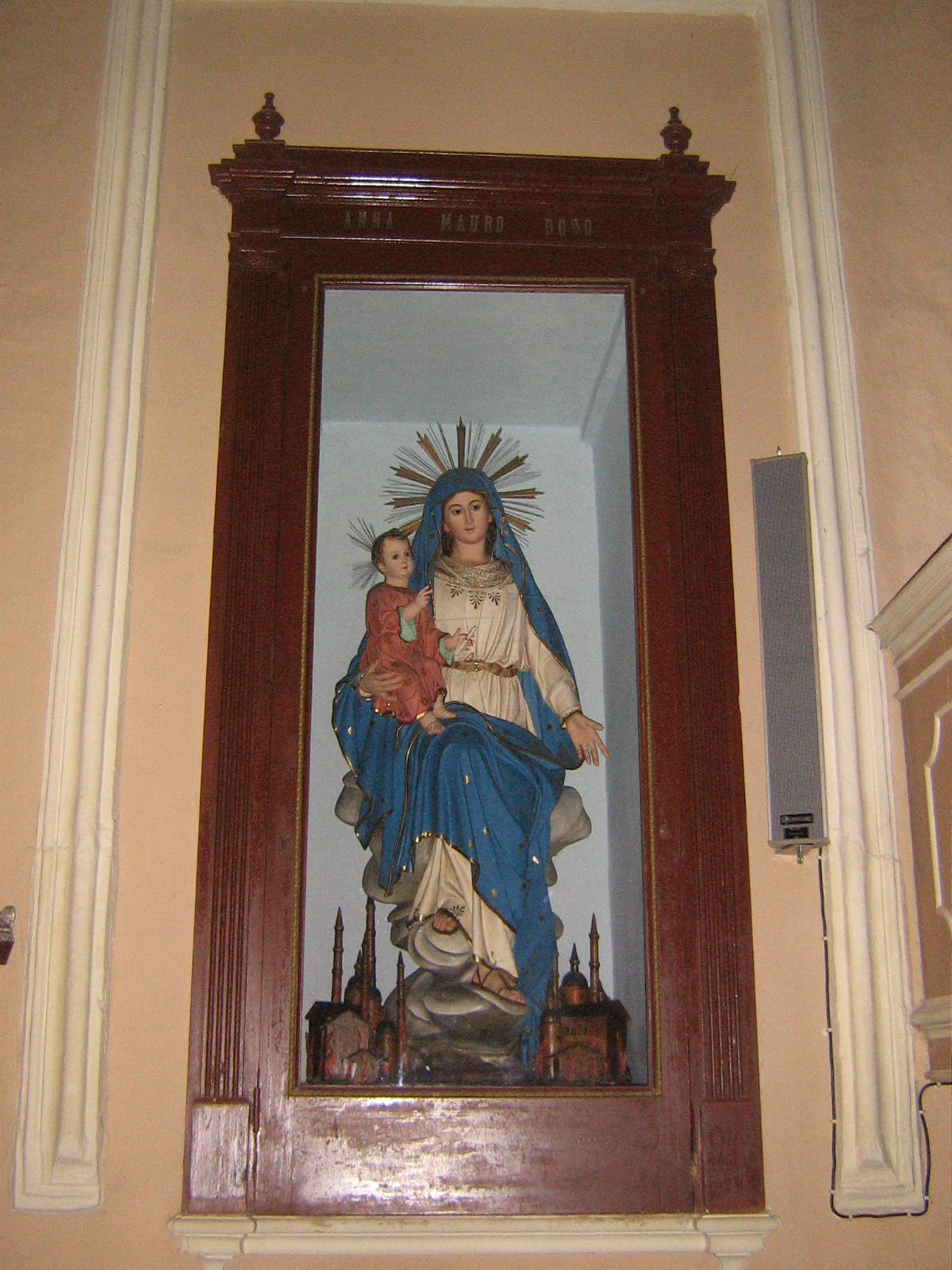
Statua Madonna di Costantinopoli
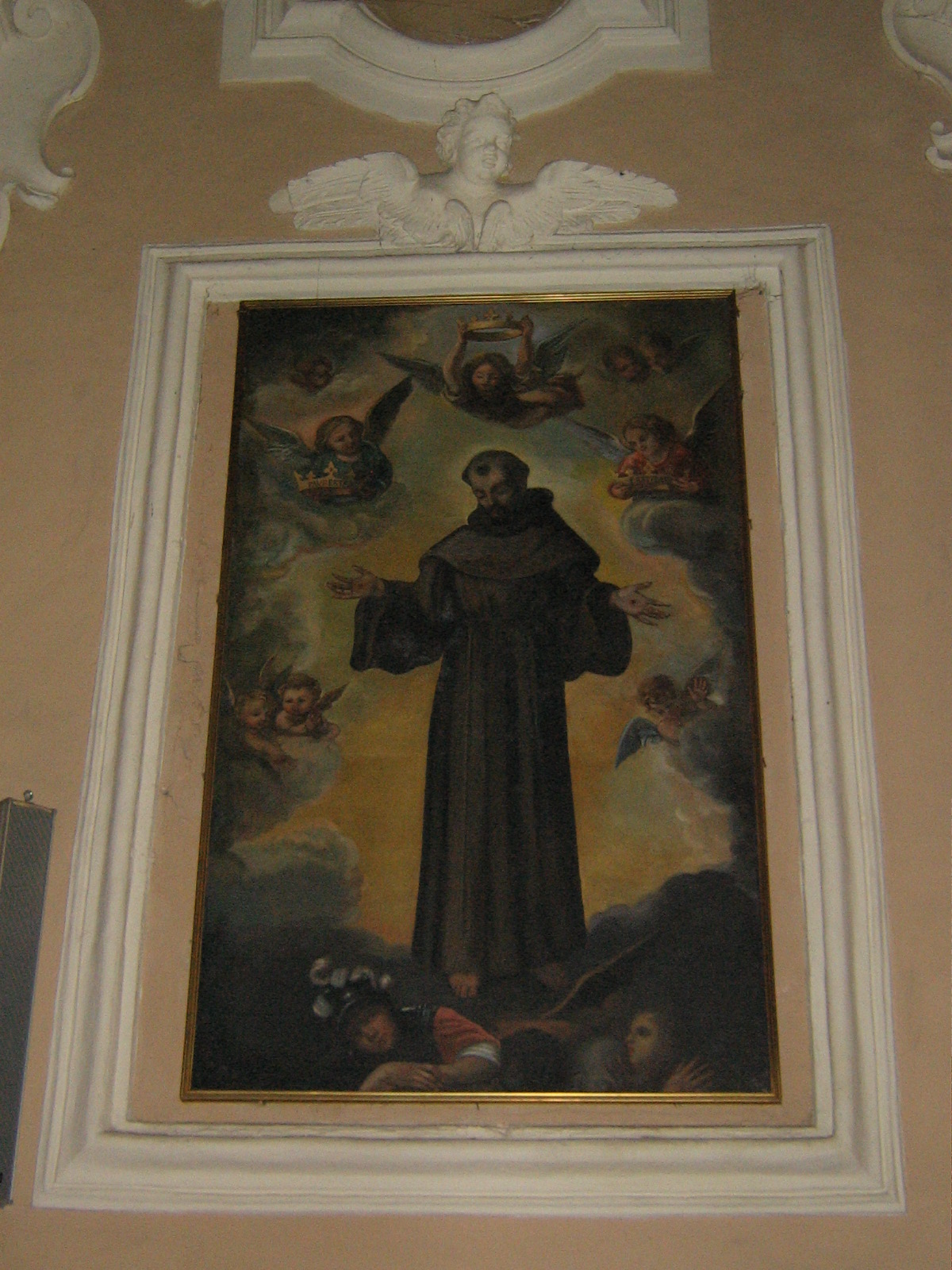
Tela di San Francesco d'Assisi
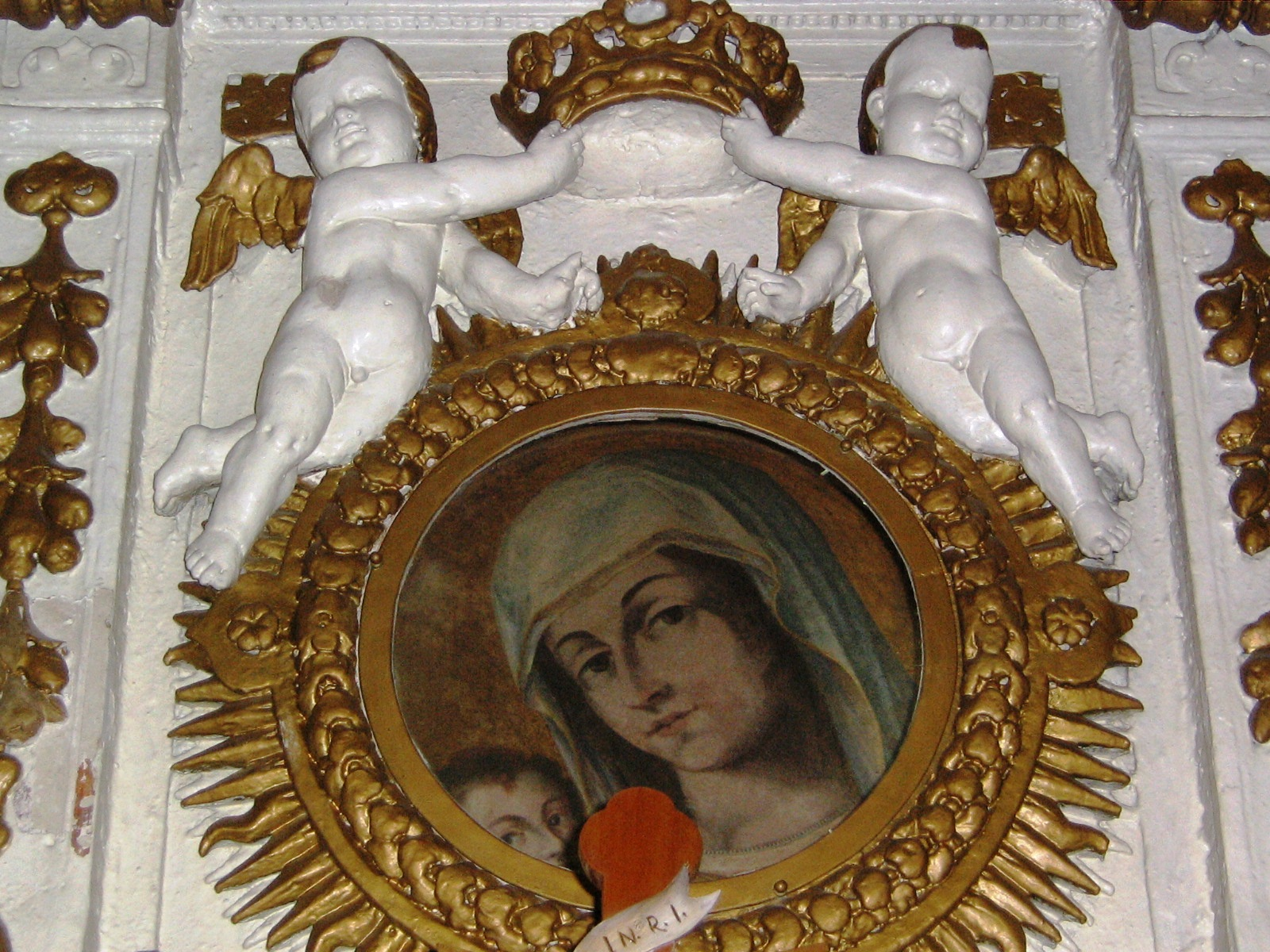
Affresco Madonna di Costantinopoli

## Economia
L'economia era, sino agli anni ottanta, prevalentemente agricola e si basava sulla produzione di olio d'oliva, tabacco ed ortaggi. Attualmente l'agricoltura è praticata, sotto forma di passatempo, dai pensionati. La figura del vero contadino è quasi scomparsa. Il lavoro, in linea di massima, è garantito dal rapporto di dipendenza, in particolare nel pubblico impiego. L'età media della popolazione è tra le più elevate della provincia di Lecce, per via di un imponente esodo dei giovani verso città Italiane del Nord più ricche di offerta lavorativa. Negli ultimi anni Marittima, con la crescita turistica del Salento, ha registrato un incremento di strutture ricettive, agrituristiche e alberghiere.

## Società
Bottega Equo-Solidale Marittima
Gruppo di giovani volontari della Parrocchia San Vitale Martire-Marittima impegnati nella divulgazione e sostegno dei principi del commercio equo-solidale & Sociale. Sede in via della Conciliazione, 11.

### Sport
La Polisportiva Giovanile Salesiana "Onde Vive", legata alla parrocchia San Vitale Martire.

## Eventi
- Fiera Madonna di Costantinopoli - prima domenica di marzo
- Festa patronale di San Vitale - 28 aprile
- Sè-Menti in Festa - 3 agosto
- Festa de la cornula - 11/12 agosto
- Festa della fica - 16 agosto[5]

## Infrastrutture e trasporti

### Strade
I collegamenti stradali principali sono rappresentati da:
- Strada statale 16 Adriatica; Lecce-Maglie.
- Strada provinciale 363; Maglie-Santa Cesarea Terme

Il centro è anche raggiungibile dalle strade provinciali interne: SP81 Vaste-Diso-Tricase-Gagliano del Capo, SP82 Diso-Spongano, SP83 Diso-Vignacastrisi-Castro.
SP81 Gagliano del Capo-Tricase-Vaste, SP195 Gagliano del Capo-Litoranea Otranto-Leuca.

### Ferrovie
La stazione ferroviaria più vicina è quella di Spongano posta sulla linea ferroviaria Maglie-Gagliano del Capo delle Ferrovie del Sud Est. La Stazione FS più vicina è quella di Lecce.

### Aeroporti
Gli aeroporti civili più vicini sono:
- Aeroporto Internazionale del Salento con sede a Brindisi.
- Aeroporto di Taranto-Grottaglie "Marcello Arlotta", che effettua servizi di linea per il traffico passeggeri con voli charter.
- Aeroporto internazionale di Bari "Karol Wojtyla".